# О̆ (кирилиця)
О̆, о̆ (О з шапочкою) - літера розширеної кирилиці. Використовується в ітельменській писемності, де є 25-й літерою абетки, і в абетці шуришкарского діалекту хантийської мови (20-а літера). В обох випадках позначає редуційованну фонему /o/.  Також буква була присутня в мордовському кириличному алфавіті 1924-1927 років.